# Monte San Savino
Monte San Savino est une commune de la province d'Arezzo dans la région Toscane en Italie.

## Administration
| Période                                  | Période | Identité | Étiquette | Qualité |
| ---------------------------------------- | ------- | -------- | --------- | ------- |
|                                          |         |          |           |         |
| Les données manquantes sont à compléter. |         |          |           |         |

### Communes limitrophes
Arezzo, Bucine, Civitella in Val di Chiana, Lucignano, Marciano della Chiana, Rapolano Terme